# Maurizio Pratesi
Maurizio Pratesi (2 febbraio 1975) è un ex cestista finlandese.

## Carriera
Ha esordito nei Fyrishov Gators in Svezia, trasferendosi poi al Bayer Leverkusen- Ha militato poi nel Telekom Baskets Bonn e nel EWE Baskets Oldenburg. Nella stagione 2002-2003 ha giocato in Finlandia nell'Espoon Honka e nel Visa-Basket, prima di chiudere la carriera nel Torpan Pojat Helsinki.

## Palmarès
- Campionato finlandese: 1

Espoon Honka: 2002-03